# Station Stoke-on-Trent
Stoke-on-Trent is een spoorwegstation van National Rail in Stoke-upon-Trent, Stoke-on-Trent in Engeland. Het station is eigendom van Network Rail en wordt beheerd door Avanti West Coast. Het station is geopend in 1848. Het station is Grade II* listed